# Кутиас
Кутиас-ду-Арагуари (порт. Cutias do Araguary)  —  муниципалитет в Бразилии, входит в штат Амапа. Составная часть мезорегиона Юг штата Амапа. Входит в экономико-статистический микрорегион Макапа. Население составляет 4696 человек на 2010 год. Занимает площадь 2179,491 км². Плотность населения — 2,15 чел./км².

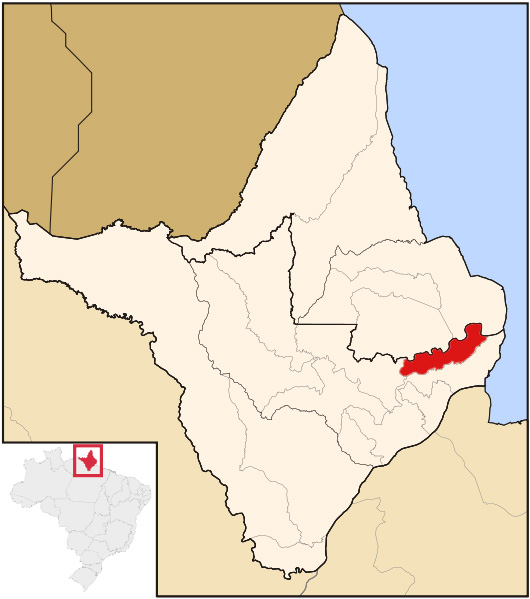
Кутиас-ду-Арагуари на карте штата.

## Границы
Муниципалитет Кутиас-ду-Арагуари граничит
- на северо-востоке —  муниципалитет Амапа
- на юго-востоке —  муниципалитет Макапа
- на западе —  муниципалитет Феррейра-Гомис
- на северо-западе —  муниципалитет Тартаругалзинью

## Демография
Согласно сведениям, собранным в ходе переписи 2010 г. Национальным институтом географии и статистики (IBGE), население муниципалитета Кутиас составляет
| Полное население                               | Полное население                               | Полное население                               | Полное население                               | 4696  |
| ---------------------------------------------- | ---------------------------------------------- | ---------------------------------------------- | ---------------------------------------------- | ----- |
| в том числе                                    | Городское население                            | 2442                                           | Процент городского населения, %                | 52,00 |
|                                                | Сельское население                             | 2254                                           | Процент сельского населения, %                 | 48,00 |
|                                                | Мужское население                              | 2424                                           | Процент мужского населения, %                  | 51,62 |
|                                                | Женское население                              | 2272                                           | Процент женского населения, %                  | 48,38 |
| Плотность населения, чел/км²                   | Плотность населения, чел/км²                   | Плотность населения, чел/км²                   | Плотность населения, чел/км²                   | 2,15  |
| Население муниципалитета в % к населению штата | Население муниципалитета в % к населению штата | Население муниципалитета в % к населению штата | Население муниципалитета в % к населению штата | 0,70  |

По данным оценки 2015 года, население муниципалитета составляет 5407 жителей.

## Важнейшие населенные пункты
| № | Населённый пункт   | Населённый пункт (порт.) | Категория | Население чел. (2010) (место среди н.п. штата) | На карте                       |
| - | ------------------ | ------------------------ | --------- | ---------------------------------------------- | ------------------------------ |
| 1 | Кутиас-ду-Арагуари | Cutias                   | город     | 2442 (14)                                      | 0°58′15″ с. ш. 50°48′02″ з. д. |
| 2 | Гурупора           | Gurupora                 | поселок   | 758 (25)                                       | 0°53′55″ с. ш. 50°46′57″ з. д. |

## Статистика
- Валовой внутренний продукт на 1996 год составляет 2,96 milhões реалов (данные: Бразильский институт географии и статистики).
- Валовой внутренний продукт на душу населения на 1996 год составляет 1481,49 реал (данные: Бразильский институт географии и статистики).
- Индекс развития человеческого потенциала на 2000 год составляет 0,675 (данные: Программа развития ООН).
- IBGE Cidades